# Abbotsford Heat
Die Abbotsford Heat waren ein kanadisches Eishockeyfranchise aus Abbotsford, British Columbia. Sie spielten von 2009 bis 2014 in der American Hockey League und trugen ihre Heimspiele im 7.046 Sitzplätze fassenden Abbotsford Entertainment & Sports Centre aus. Die Teamfarben waren Weiß, Rot, Schwarz und Silber.

## Geschichte

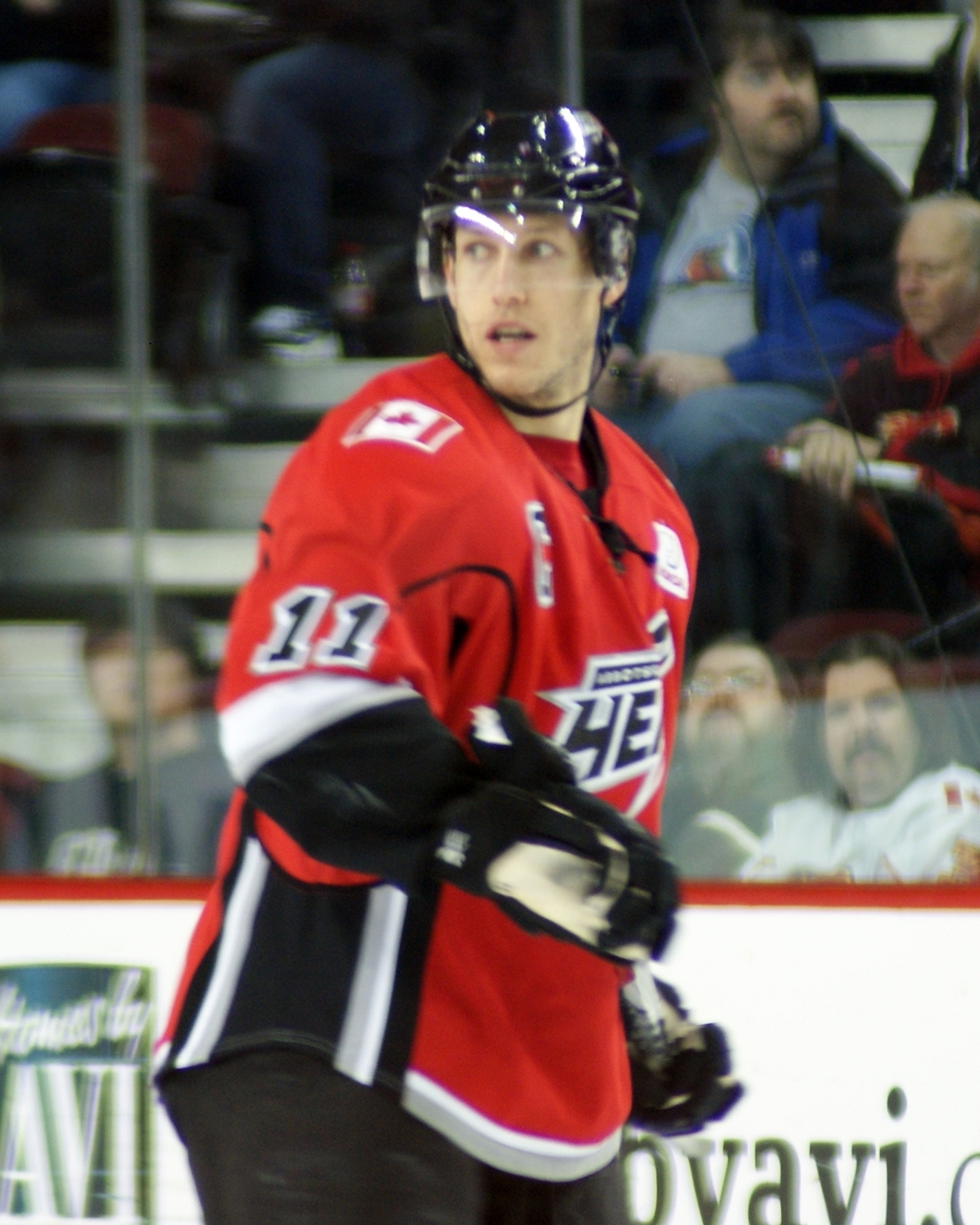
Quintin Laing, Kapitän der Heat

Die Abbotsford Heat waren das AHL-Farmteam der Calgary Flames aus der National Hockey League, nachdem diese die Zusammenarbeit mit dem bisherigen Farmteam, den Quad City Flames, nach der Saison 2008/09 aufgrund von Erfolglosigkeit und finanzieller Probleme beendet hatten. Der neue Name wurde am 14. Mai 2009 offiziell bekanntgegeben. Zuvor hatte der neue Club den Fans die Möglichkeit gegeben auf einer Webseite den Namen der Mannschaft zu wählen.
Als Cheftrainer wurde am 5. Juni 2009 der ehemalige Trainer der Calgary Flames, Jim Playfair, ernannt. Nach dessen Weggang zu den Phoenix Coyotes wurde Ende Juni 2011 sein ehemaliger Assistent Troy Ward zum Cheftrainer befördert.
 Am Ende der Saison 2013/14 verließ das Team Abbotsford und wurde nach Glens Falls verlegt. Dort nahm die Mannschaft unter dem Namen Adirondack Flames zur Spielzeit 2014/15 den Spielbetrieb auf und die Adirondack Phantoms, das bisherige Farmteam der Philadelphia Flyers, ersetzen. Die Phantoms wiederum, wurden nach Allentown, Pennsylvania, umgesiedelt.

## Saisonstatistik
Abkürzungen: GP = Spiele, W = Siege, L = Niederlagen, T = Unentschieden, OTL = Niederlagen nach Overtime SOL = Niederlagen nach Shootout, Pts = Punkte, GF = Erzielte Tore, GA = Gegentore, PIM = Strafminuten
| Saison  | GP  | W   | L   | OTL | SOL | Pts  | GF   | GA  | Platz     | Playoffs                                                                                             |
| 2009/10 | 80  | 39  | 29  | 5   | 7   | 90   | 217  | 231 | 3., North | Sieg im Divisions-Halbfinale, 4:3 (Rochester) Niederlage im Divisions-Finale, 2:4 (Hamilton)         |
| 2010/11 | 80  | 38  | 32  | 4   | 6   | 86   | 186  | 212 | 4., North | nicht qualifiziert                                                                                   |
| 2011/12 | 76  | 42  | 26  | 3   | 5   | 92   | 200  | 201 | 2., West  | Sieg im Conference-Viertelfinale, 3:0 (Milwaukee) Niederlage im Conference-Halbfinale, 1:4 (Toronto) |
| 2012/13 | 76  | 34  | 32  | 4   | 6   | 78   | 171  | 198 | 4., North | nicht qualifiziert                                                                                   |
| 2013/14 | 76  | 43  | 25  | 5   | 3   | 94   | 237  | 215 | 2., West  | Niederlage im Conference-Viertelfinale, 1:3 (Griffins)                                               |
| Gesamt  | 388 | 196 | 144 | 21  | 27  | 1011 | 1057 | 440 |           | 3 Playoff-Teilnahmen 5 Serien: 2 Siege, 3 Niederlagen 25 Spiele: 11 Siege, 14 Niederlagen            |

## Vereinsrekorde

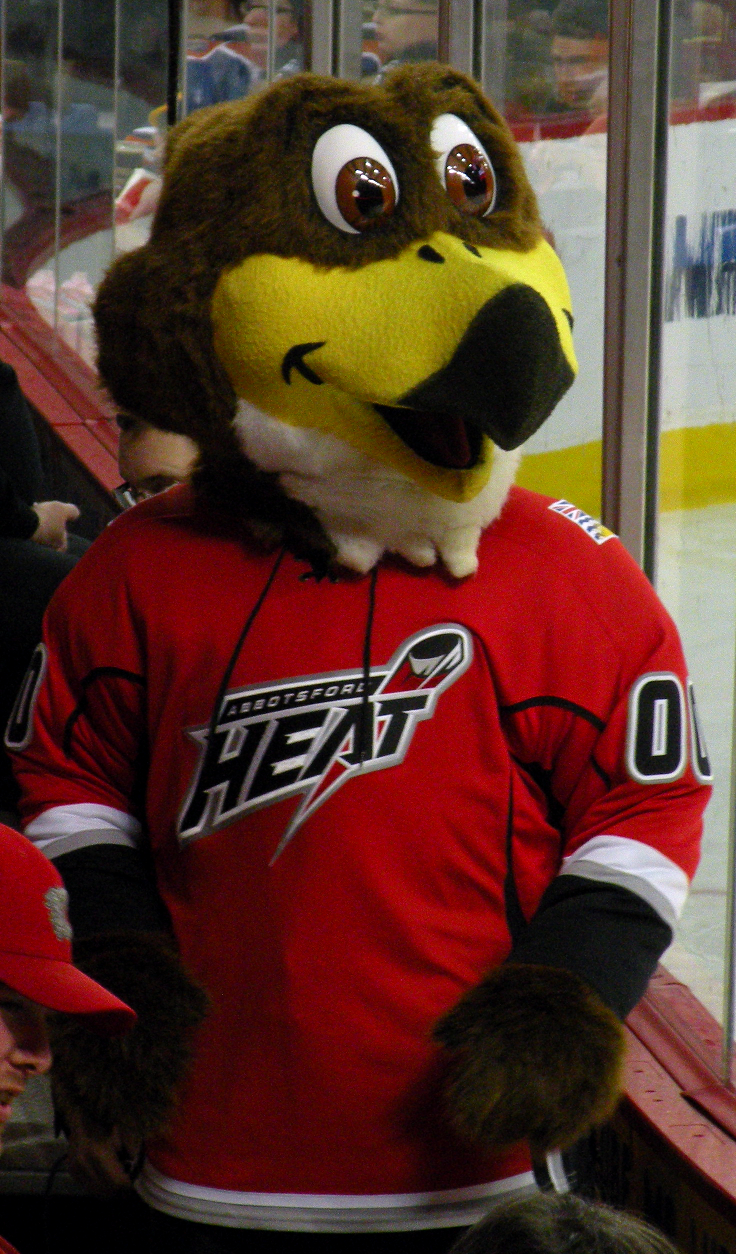
Maskottchen Hawkey im Scotiabank Saddledome in Calgary

### Werdegang
|                           | Name              | Anzahl |
| Meiste Spiele             | Christopher Breen | 245    |
| Meiste Tore               | Krys Kolanos      | 48     |
| Meiste Vorlagen           | Ben Walter        | 74     |
| Meiste Punkte             | Ben Walter        | 108    |
| Meiste Strafminuten       | J. D. Watt        | 340    |
| Meiste Siege als Torhüter | Leland Irving     | 69     |
| Meiste Shutouts           | Leland Irving     | 12     |

#### Saison

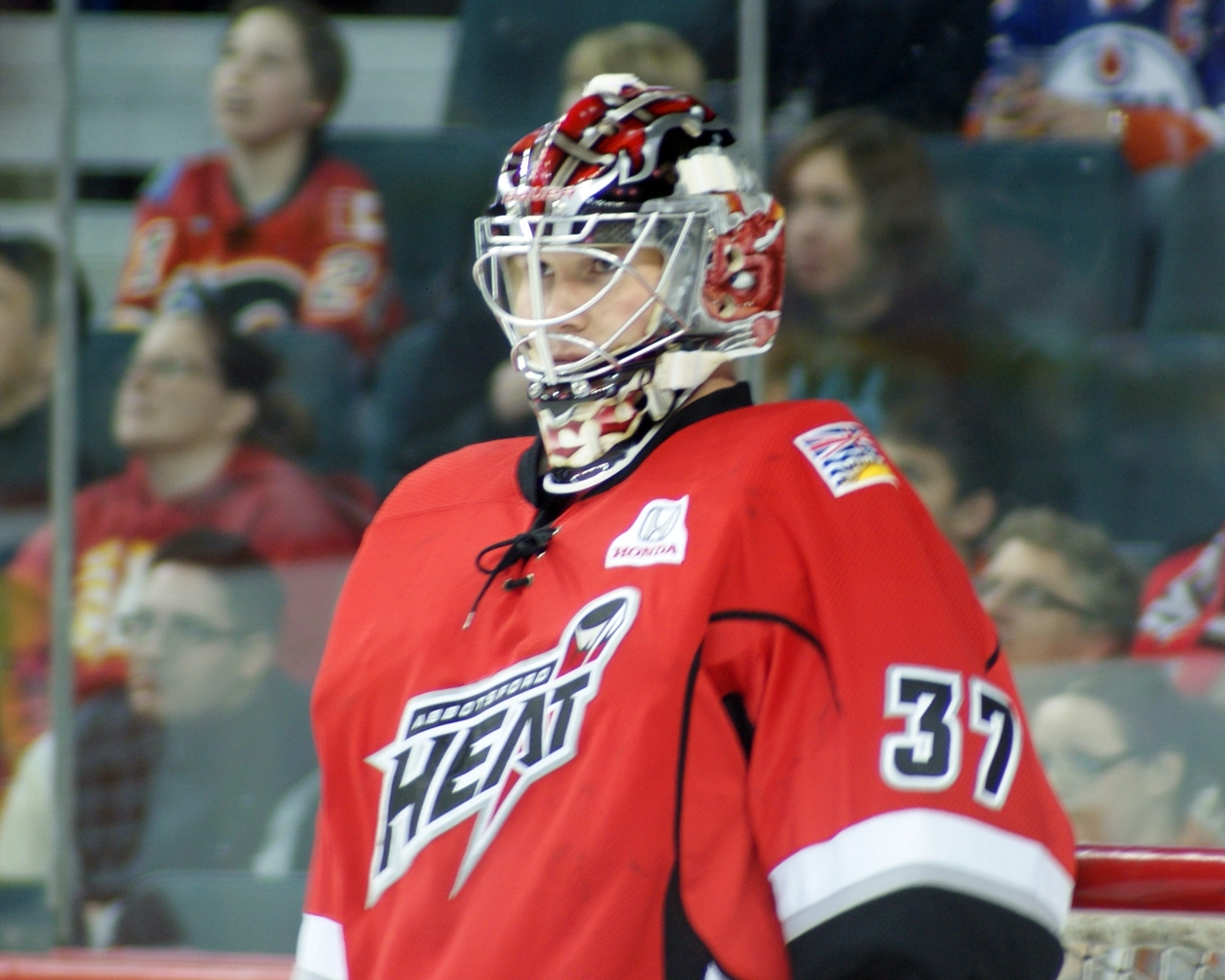
Torhüter Leland Irving

|                               | Name            | Anzahl                     | Saison  |
| Meiste Tore                   | Krys Kolanos    | 30                         | 2011/12 |
| Meiste Vorlagen               | Max Reinhart    | 42                         | 2013/14 |
| Meiste Punkte                 | Max Reinhart    | 63 (21 Tore + 42 Vorlagen) | 2013/14 |
| Meiste Punkte als Rookie      | Markus Granlund | 46 (25 Tore + 21 Vorlagen) | 2013/14 |
| Meiste Punkte als Verteidiger | Clay Wilson     | 43 (16 Tore + 27 Vorlagen) | 2011/12 |
| Meiste Strafminuten           | J. D. Watt      | 267                        | 2009/10 |
| Meiste Siege als Torhüter     | Leland Irving   | 30                         | 2010/11 |